# Liubov Nikitenko
Liubov Nikitenko nacida Liubov Kononova (Unión Soviética, 6 de diciembre de 1948) es una atleta soviética retirada especializada en la prueba de 60 m vallas, en la que consiguió ser campeona europea en pista cubierta en 1977.

## Carrera deportiva
En el Campeonato Europeo de Atletismo en Pista Cubierta de 1977 ganó la medalla de oro en los 60 m vallas, con un tiempo de 8.29 segundos, por delante de la polaca Zofia Filip y la italiana Rita Bottiglieri.